# Крижнар, Ника
Ника Во́дан (словен. Nika Vodan; девичья фамилия — Кри́жнар (словен. Nika Križnar), род. 9 марта 2000, Delnice, Горенья-вас-Поляне) — словенская прыгунья с трамплина, олимпийская чемпионка (2022, смешанная команда) и бронзовый призёр Игр (2022, нормальный трамплин), призёр чемпионата мира, обладательница Кубка Мира.

## Карьера
Она начала выступать на международном уровне в начале 2013 года (в возрасте 13 лет). 12 января она дебютировала на соревнованиях в Жире и заняла 17-е место. В течение следующих двух лет она выступала на соревнованиях низкого уровня, при этом начала привлекать все больше внимания к своему таланту. В сезоне 2015/16 она начала выступать на соревнованиях Кубка FIS. В 15 лет и 5 месяцев состоялся её дебют на Континентальном кубке (28 августа 2015) в Обервизентале, где она стала 22-й. 5 сентября она одержала первую победу на Alpine Cup в Айнзидельне. Затем последовали еще большие результаты, и на их основе она вошла в мировую элиту.
Впервые она дебютировала на этапе Кубка мира 13 февраля 2016 года в возрасте пятнадцати лет в Любно-об-Савиньи и заняла четырнадцатое место. На следующий день она заняла двенадцатое место на том же трамплине. Это были ее единственные выступления в сезоне 2015/16, в которых она набрала 40 очков, что позволило ей занять 36-е место в общем зачете.
Сразу после успешного дебюта на Кубке мира для Ники последовало первое выступление на молодежном чемпионате мира, который прошёл в 2016 году в румынском Рышнове. Там она сначала заняла седьмое место в личном зачете, а затем в смешанном командном зачете с Эмой Клинец, Боро Павловчичем и Доменом Превцем заняла первое место, впервые выиграв золотую медаль.
Затем она участвовала на турнире FIS в Гаррахове в марте, где одержала победу, при этом второй стала Шпела Рогель, усилившая словенский успех.
В феврале 2017 года в возрасте 16 лет и 11 месяцев она участвовала в молодежном чемпионате мира среди юниоров в Парк-Сити и завоевала три медали. 1 февраля она заняла третье место в одиночном разряде, затем, 3 февраля, она участвовала в командных прыжках вместе с Ернеем Брекл, Катрой Комар и Эмой Клинец и завоевала серебряную медаль. Наконец, она выиграла золотую медаль в матче смешанных команд с Эмой Клинец, Тиленом Бартолом и Жигой Еларом.
В феврале 2018 года она участвовала в чемпионате мира среди юниоров в Кандтерстеге. 2 февраля в личном зачете она стала чемпионкой, опередив Эму Клинец. На следующий день она выиграла еще одну золотую медаль в командном зачете, где женская молодежная сборная Словении в составе Ерней Брекль, Ники Крижнар, Катры Комар и Эмы Клинец завоевала титул.
4 марта 2018 года на гонке в Рышнове Нике впервые удалось подняться на подиум Кубка мира. Она заняла третье место.
23 января 2021 года вместе с Эмой Клинец, Шпелой Рогель и Уршей Богатай она одержала победу в командных соревнованиях на Кубке мира в Любно.
На чемпионате мира по лыжным видам спорта в Оберстдорфе завоевала серебряную медаль в командных соревнованиях с Шпелой Рогель, Уршей Богатай и Эмой Клинец, и бронзовую в личных на большом трамплине.
На XXIV зимних Олимпийских играх в феврале 2022 года в Пекине, Ника в первый день соревнований 5 февраля 2022 года в личных соревнованиях в прыжках со среднего трамплина завоевала олимпийскую бронзовую медаль.
В апреле 2024 года Ника вышла замуж за Альяжа Водана, и с сезона 2024/2025 она выступает под фамилией мужа. В июне 2024 года её брат Санди Крижнар женился на другой словенской прыгуньи, абсолютной чемпионкой Олимпийских игр в Пекине Урша Богатай.